# Отелло (опера Верди)
«Оте́лло» (итал. Otello) — опера Джузеппе Верди в 4 действиях, на либретто Арриго Бойто, по мотивам одноимённой пьесы Шекспира. Триумфальная премьера состоялась 5 февраля 1887 г. в театре «Ла Скала», при участии Ф. Таманьо (Отелло) и В. Мореля (Яго). Предпоследняя опера Верди, считается шедевром его позднего периода. Создавалась на протяжении длительного времени, после десятилетнего творческого перерыва (1871—1881).
Опера отличается сложностью партитуры и требует от тенора, баритона и сопрано предельного драматизма и вокального мастерства, что ограничивает количество её постановок. В этой версии шекспировской истории роль Яго и его коварных козней настолько велика, что первоначально Бойто и Верди хотели назвать оперу его именем. В 1894 году по просьбе французского театра Верди написал для третьего действия балетную вставку, которая сегодня редко исполняется.

## Классические постановки и исполнители
Первая в России постановка «Отелло» состоялась 26 декабря 1887 года на сцене Мариинского театра; главные роли исполнили Николай Фигнер (Отелло), Эмилия Павловская (Дездемона) и Аркадий Чернов (Яго). В дореволюционное время партия Отелло стала «коронной» для Ивана Ершова. В Австро-Венгрии лучшим Отелло считался Лео Слезак.
Эталонным исполнителем роли Отелло в послевоенный период был Марио Дель Монако, однако высокую оценку получили также трактовки, предложенные Рамоном Винаем, Джоном Викерсом, Владимиром Атлантовым и Пласидо Доминго. Образцовым исполнителем партии Яго считался Тито Гобби. 
Партия Отелло считается одной из самых сложных и требовательных в теноровом репертуаре: вокалисту необходимо сочетать эмоциональную мощь с технической виртуозностью, что порой становится испытанием даже для опытных певцов. Неподготовленный исполнитель рискует навредить своему голосу (как это произошло, например, с Джузеппе Ди Стефано, чья карьера пострадала из-за чрезмерной нагрузки этой роли).

## Действующие лица
| Роль                                                         | Голос         | Исполнитель на премьере 5 февраля 1887 (Дирижёр — Франко Фаччо) |
| ------------------------------------------------------------ | ------------- | --------------------------------------------------------------- |
| Отелло, мавр, полководец венецианской армии                  | тенор         | Франческо Таманьо                                               |
| Дездемона, его супруга                                       | сопрано       | Ромильда Панталеони                                             |
| Яго, мичман                                                  | баритон       | Виктор Морель                                                   |
| Эмилия, его жена                                             | меццо-сопрано | Джиневра Петрович                                               |
| Кассио, начальник эскадры                                    | тенор         | Джованни Пароли                                                 |
| Родриго, венецианский патриций                               | тенор         | Винченцо Форнари                                                |
| Лодовико, посланник Венецианской Республики                  | бас           | Франческо Наваррини                                             |
| Монтано, предшественник Отелло в управлении островом Кипр    | бас           | Наполеоне Лимонта                                               |
| Герольд                                                      | бас           | Анджело Лагомарсино                                             |
| Хор: венецианские солдаты и моряки, кипрские горожане, дети. |               |                                                                 |

## Содержание
Фабула в основном совпадает с исходной пьесой, за исключением того, что Бойто исключил шекспировский первый акт (сцены в Венеции). Следовательно, всё действие оперы происходит на Кипре, в конце XV века.

### I акт
Жители Кипра ожидают прибытия нового губернатора, попавшего в бурю. Им оказывается мавр Отелло, который сообщает о гибели турецкого флота. Хорунжий Яго переговаривается с дворянином Родриго, влюблённым в Дездемону, жену Отелло. Лейтенант Кассио получает повышение в чине, чем провоцирует зависть Яго. Яго подпаивает Кассио и вызывает его ссору с офицером Монтано. Отелло лишает Кассио почестей. Появляется Дездемона и исполняет с мужем дуэт Già nella notte densa s'estingue ogni clamor.

### II акт
Яго советует Кассио обратиться за помощью к Дездемоне. После его ухода он поёт арию Credo in un Dio crudel и намекает пришедшему Отелло на неверность Дездемоны. Хор, чествующий молодую губернаторшу, успокаивает мавра, но вскоре он ссорится с женой и бросает наземь её платок, который поднимает супруга Яго Эмилия. Яго говорит, что видел платок у Кассио.

### III акт
Яго просит Отелло подслушать его разговор с Кассио, будто бы подтверждающий виновность Дездемоны. Является она сама и ходатайствует за лейтенанта, вызывая ревность мужа. Он гонит её со сцены и поёт арию Dio! mi potevi scagliar tutti i mali della miseria. Яго на глазах у Отелло вызывает Кассио на разговор о любовнице последнего, представив дело так, будто речь идёт о Дездемоне. В конце диалога лейтенант демонстрирует платок губернаторши, подкинутый ему Яго.
На Кипр из Венеции прибывает посол Лодовико, читающий приказ о замене Отелло на Кассио. Мавр бьёт Дездемону, разгоняет хор и падает в обморок к радости Яго.

### IV акт
Готовясь ко сну, Дездемона исполняет балладу Piangea cantando nell’erma landa и молитву Ave Maria. Отелло целует Дездемону и после диалога душит её. Являются Эмилия и другие персонажи оперы. Отелло узнаёт, что его жена не изменяла ему, и кончает с собой.

## Экранизации

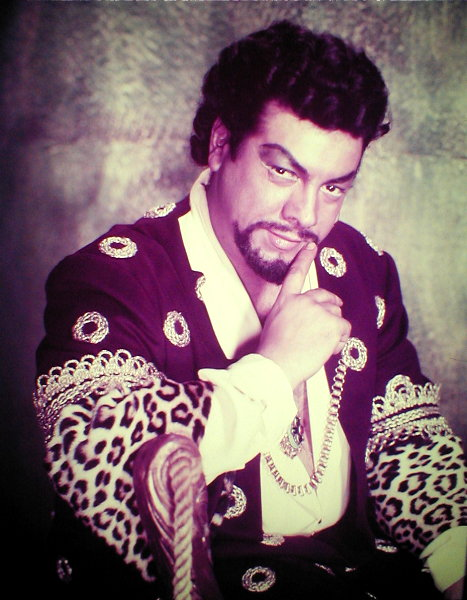
Марио Ланца в образе Отелло (1956)

- Отелло США, (фильм-опера) (ТВ) 1948 год, музыка Джузеппе Верди, Метрополитен-опера, дирижёр Фриц Буш, сценический режиссёр Херберт Граф[англ.]Отелло — Рамон Винай, Дездемона — Личия Альбанезе, Яго — Леонард Уоррен.
- Отелло (Италия) (фильм-опера) (ТВ) RAI 1958 год. Музыка — Джузеппе Верди Режиссёр Франко Энрикез[итал.],  дирижёр Туллио Серафин. В ролях: Отелло — Марио Дель Монако, Дездемона —  Розанна Картери[итал.], Яго — Ренато Капекки, дирижёр Туллио Серафин
- Отелло, Канада, 1963, (фильм-опера, музыка Джузеппе Верди) режиссёр Франц Крэмер[англ.]. В ролях: Отелло — Ричард Кэссилли[англ.], Дездемона — Илона Комбринк, Яго — Луи Килико, Кассио — Джон МакКолам (эпизод телесериала Фестиваль[англ.]
- Отелло, ФРГ, 1973 год, (фильм-опера, музыка Джузеппе Верди), режиссёр Роже Бенаму, дирижёр и сценический режиссёр Герберт фон Караян. Отелло — Джон Виккерс, Дездемона — Мирелла Френи, Яго — Питер Глоссоп[англ.]
- Отелло — Италия 1976 год, (фильм-опера) (ТВ). Музыка — Джузеппе Верди, режиссёр Франко Дзеферелли, дирижёр — Карлос Клайбер. Отелло — Пласидо Доминго, Дездемона — Мирелла Френи, Яго — Пьеро Каппуччилли, Кассио — Джулиано Чианнелла[англ.]
- Отелло, Венгрия, 1978 год, (ТВ). Фильм-опера Музыка Д. Верди Эпизод телесериала Музыкальный телевизионный театр, режиссёр Адам Хорват, дирижёр — Янош Ференчик. Отелло — Йожеф Шиманди, Дездемона — Каталин Питти
- Отелло — СССР, фильм-опера, музыка Д.Верди, 1979 год. Режиссёр Виктор Окунцов, музыкальный руководитель и дирижёр Марк Эрмлер. Отелло — Владимир Атлантов, Дездемона — Милена Тонтегоде (поёт Тамара Милашкина
- Отелло — США 1979 год (фильм-опера, музыка Д. Верди)) (ТВ). Отелло — Пласидо Доминго, Дездемона — Гилда Круз-Ромо[англ.], Яго — Шерил Милнз, Лодовико — Курт Молль, Эмилия — Ширли Лав[англ.]
- Отелло — Италия 1982 год (ТВ) (фильм-опера). Арена ди Верона Музыка — Джузеппе Верди, режиссёр — Пребен Монтель, Отелло — Владимир Атлантов, Дездемона — Кири Те Канава, Яго — Пьеро Каппуччилли, Кассио — Джулиано Чианнелла[англ.]
- Отелло — Италия — США — Нидерланды, 1986 год. (фильм-опера), музыка — Джузеппе Верди Режиссёр — Франко Дзеффирелли, дирижёр Лорин Маазель. Отелло — Пласидо Доминго, Дездемона — Катя Риччарелли, Яго — Хустино Диас[англ.]
- Отелло.(ТВ) 1992, Великобритания, Королевский театр Ковент-Гарден,  музыка Джузеппе Верди, Режиссёр Брайан Лардж[англ.], дирижёр Георг Шолти. Отелло — Пласидо Доминго, Дездемона — Кири Те Канава, Яго — Сергей Лейферкус
- Отелло.(ТВ), 1996, США (ТВ) (фильм-опера), Метрополитен-опера музыка Джузеппе Верди, режиссёр — Брайан Лардж[англ.], дирижёр Джеймс Ливайн. Отелло — Пласидо Доминго, Дездемона — Рене Флеминг, Яго — Джеймс Моррис[англ.]
- Отелло — Италия, 2001 год (фильм-опера) Ла Скала (ТВ) Музыка — Джузеппе Верди, режиссёр Карло Баттистони; дирижёр  — Рикардо Мути. Отелло — Пласидо Доминго, Дездемона — Барбара Фриттоли[англ.], Яго — Лео Нуччи
- Отелло — Дания, 2001 год, (фильм-опера) Королевский театр Дании (ТВ). Музыка — Джузеппе Верди. Режиссёр — Томас Грим, дирижёр — Михаэль Шёнвандт Отелло — Стиг Фог Андерсен[дат.], Дездемона — Ирэн Теорин[дат.], Яго — Пер Хойер,
- Отелло / Otello  ТВ, 2008, Фильм-опера Германия, Австрия Зальцбургский фестиваль. Режиссёр Петер Шёнхофер[англ.]; дирижёр — Рикардо Мути. Александр Антоненко — Отелло, Марина Поплавская — Дездемона
- Отелло / Otello, 2012, Фильм-опера, музыка Д. Верди, США, Опера Сан-Франциско, режиссёр Фрэнк Замакона. В ролях:  Йохан Бота[англ.] — Отелло, Цветелина Васильева — Дездемона
- Отелло / Otello, 2012, Фильм-опера, музыка Д. Верди, США, Метрополитен-опера, режиссёры Элайджа Мошински, Барбара Уиллис Свит, дирижёр — Семён Бычков. В ролях: Йохан Бота[англ.] — Отелло, Рене Флеминг — Дездемона, Фальк Струкманн[англ.] — Яго, Майкл Фабиано[англ.] — Кассио, Джеймс Моррис[англ.] — Лодовико
- Отелло / Otello, 2017, Фильм-опера, музыка Д. Верди, Великобритания, 2017, Королевский оперный театр, режиссёр Кит Уорнер[англ.], дирижёр Антонио Паппано В ролях: Йонас Кауфман — Отелло, Мария Агреста[англ.] — Дездемона
- Отелло / Otello, 2018, Фильм-опера, музыка Д. Верди, Германия, Баварская опера, режиссёр Тило Краузе, дирижёр Кирилл Петренко. В ролях: Йонас Кауфман — Отелло, Аня Хартерос — Дездемона, Джеральд Финли — Яго